# Ala-Kuivanen
Ala-Kuivanen eller Kuivasenjärvi är en sjö i Finland. Den ligger i kommunen Kuusamo i landskapet Norra Österbotten, i den nordöstra delen av landet, 700 km norr om huvudstaden Helsingfors. Ala-Kuivanen ligger 274,5 meter över havet. Arean är 15 hektar och strandlinjen är 2,13 kilometer lång. Sjön  ingår i Ijo älvs huvudavrinningsområde.   Den sträcker sig 0,5 kilometer i nord-sydlig riktning, och 0,7 kilometer i öst-västlig riktning.